# مکلیر (دهانه)
مکلیر یک دهانه برخوردی در ماه‌ است.

## دهانه‌های اقماری
این دهانه ۱ دهانه اقماری دارد.
| Maclear | عرض جغرافیایی | طول جغرافیایی | قطر         |
| ------- | ------------- | ------------- | ----------- |
| A       | ۱۱.۳° N       | ۱۸.۰° E       | ۵.۰ کیلومتر |